# Fernández de Córdoba
Els Fernández de Córdoba són un llinatge nobiliari espanyol que té el seu origen a Castella, que al llarg dels anys va tenir una vasta descendència i van acumular molts títols de noblesa i senyories, constituint diverses branques d'una mateixa família. El llinatge es remunta a la Reconquesta, quan Ferran III de Castella va capturar gran part de l'actual Andalusia als sarraïns. Entre els nobles guerrers que l'acompanyaven hi havia Fernández Núñez de Témez, un lleonès a qui se li van atorgar els castells de Dos Hermanas i Abentojiel i la parròquia de San Nicolás de la Villa. Es va casar amb Ora Muñoz, filla de Domingo Muñoz, que va aportar al seu matrimoni el cognom Córdoba, que havia atorgat el rei al seu pare en reconeixement dels seus mèrits en batalla.
En el transcurs dels segles xiv i xv, el llinatge se separà en diverses línies, totes ells conservant el cognom Fernández de Córdoba. La branca principal es formà generació a generació per la successió dels primogènits. Aquesta branca fou coneguda com la Casa d'Aguilar, més tard la dels marquesos de Priego. Els fills segons de les primeres tres generacions van establir cases menors, tot i que aquestes van aconseguir una importància comparable a la d'Aguilar. La primera branca eren els senyors de Montemayor i d'Alcaudete. Els de la segona branca foren Alcaids dels Donzells i senyors de Lucena, Espejo i Chillón. Al segle XVI aquesta segona línia va aconseguir el marquesat de Comares, títol pel qual serà coneguda. La tercera branca fou la dels senyors de Baena, més tard coneguts com a comtes de Cabra i, finalment, la dels ducs de Sessa. Des del segle XV en endavant aquestes quatre cases van constituir el llinatge dels Fernández de Córdoba.
Tot i que la identitat comuna va ajudar a mantenir la unitat de les quatre branques fins a cert grau, el procés de disgregació del clan en diferents cases va crear interessos polítics divergents a cada branca. Per exemple, inicialment els membres de les quatre famílies contribuïen amb soldats, diners, i fins i tot amb les seves vides en guerres, però els Aguilar i els Sessa van anar canviant d'opinió i estratègia i van deixar d'involucrar-se directament en qüestions militars i viraren vers els càrrecs administratius, van fer fortuna i es van centrar en la seva activitat a la cort. Els Comares i els Alcaudete, en canvi, branques més modestes, van emprendre també la carrera administrativa, però no van deixar de banda els mèrits militars.